# Strada statale 52 Carnica
La strada statale 52 Carnica (SS 52) è una strada statale italiana, il cui percorso si sviluppa in provincia di Udine, in provincia di Belluno e nella provincia autonoma di Bolzano.
Inizia a Carnia, frazione di Venzone (UD) e termina a San Candido (BZ), costituendo la principale arteria per l'accesso al Comelico, poiché è collegata alla strada statale 51 di Alemagna tramite la diramazione SS 51 bis.

## Storia
Nel 1839 è stato realizzato il tracciato che, percorrendo la valle del Piave, collega Cima Gogna (Centro Cadore) con Santo Stefano di Cadore (Comelico), oggi sostituita dalla galleria Comelico. Prima del 1839 la principale via di comunicazione tra il Centro Cadore e il Comelico era il passo di Sant'Antonio.
La strada statale 52 Carnica rientra tra le prime 139 statali, perciò è stata istituita con la legge n. 1094 del 17 maggio 1928.

### Competenza del tracciato
In seguito al decreto legislativo 2 settembre 1997, n° 320, dal 1º luglio 1998, la gestione del tratto dal confine col Veneto a San Candido è passata dall'ANAS alla provincia autonoma di Bolzano, in quanto, ai sensi del decreto, è stata ceduta la competenza sulla gestione, ma non la proprietà dell'arteria (che rimane quindi dello Stato) e quindi la classificazione di strada statale e la numerazione non sono state cambiate.
Dal 1º gennaio 2008 la competenza sull'arteria tra Carnia e il passo della Mauria (64,137 km) è passata alla regione Friuli-Venezia Giulia, che la gestisce tramite la Friuli Venezia Giulia Strade S.p.A.. In tale tratto essa mantiene il nome di strada statale in quanto è definita di interesse nazionale a gestione regionale. Il tratto veneto rimane ancora di proprietà dell'ANAS.

## Percorso

### Da Carnia a Forni di Sotto
La strada inizia a Carnia, frazione di Venzone, staccandosi dalla strada statale 13 Pontebbana, con la progressiva chilometrica 0+000. Supera con un ponte il fiume Fella ed entra in Carnia, nel comune di Amaro. Dopo Amaro la strada punta verso nord ed entra nella val Tagliamento, a Tolmezzo, dove si evita il centro con una variante. La strada percorre parallelamente il Tagliamento, punta verso ovest e raggiunge Villa Santina, dove si stacca la strada statale 355 di Val Degano.
Dopo Villa Santina la strada raggiunge il comune di Enemonzo e poi il comune di Ampezzo, evitando il comune di Socchieve grazie ad una nuova variante, a cui si può giungere attraverso la vecchia strada, ora divenuta una variante terminata nel 2005. Da Ampezzo si presenta con un percorso curvilineo e inizia la salita per la Sella Corso. Scesa dalla Sella Corso entra in comune di Forni di Sotto.

#### Passo della Morte
Prima di raggiungere Forni di Sotto la strada attraversava un tratto tortuoso, soggetto a frane, noto come passo della Morte. In tale tratto è presente una galleria, scavata in roccia viva, con la pavimentazione in pavé. Questa galleria è conosciuta come galleria del Passo della Morte.
Tale tratto oggi è sostituito dalla variante costituita dalla galleria San Lorenzo, inaugurata il 16 dicembre 2008. La galleria è lunga oltre 2 km, con singola fornice a doppio senso di circolazione, ed è stata realizzata un'altra galleria, con funzione drenante e con lo scopo di stabilizzare la pendice entro la quale è posta la San Lorenzo, lunga 530 metri e posta circa 30 metri sotto la sede stradale.

### Da Forni di Sotto a Santo Stefano di Cadore
Da Forni di Sotto la strada raggiunge Forni di Sopra, puntando prima verso ovest poi verso nord.

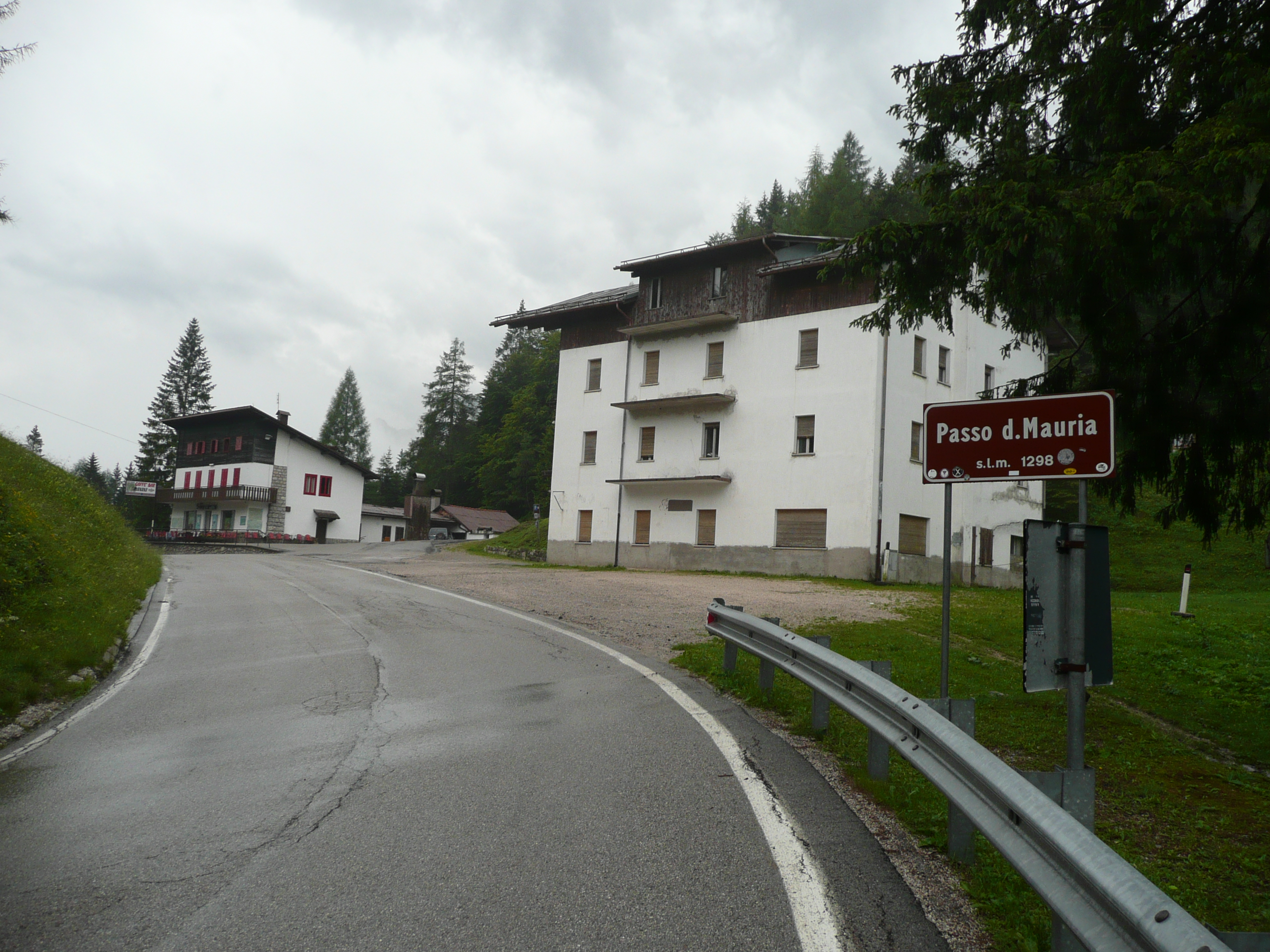
Il passo della Mauria

Da Forni di Sopra abbandona il fiume Tagliamento e inizia la salita per il passo della Mauria, che si raggiunge con quattro tornanti. Entra in Veneto, provincia di Belluno, prima di raggiungere il passo e poi scende fino alla valle del Piave. Il primo comune che tocca è Lorenzago di Cadore, successivamente la frazione di Pelos di Vigo di Cadore.
Superata Pelos incrocia la strada statale 51 bis di Alemagna e perde il diritto di precedenza che viene acquisito dalla SS 51 bis, mentre la strada statale Carnica prosegue verso nord, correndo parallela al Piave. In località Treponti incrocia la strada statale 619 di Vigo di Cadore e a Cima Gogna entra in comune di Auronzo di Cadore. Prima del 31 luglio 1986, inaugurazione della galleria Comelico, la strada svoltava a sinistra e percorreva un tracciato stretto, soggetto a frane costruito nella valle del Piave, tracciato oggi abbandonato.
Oggi, dopo Cima Gogna, la SS 52 si interrompe, lasciando posto alla strada statale 48 delle Dolomiti. La SS 52 riprende quando la SS 48 è in prossimità del centro abitato di Auronzo di Cadore, sullo svincolo di accesso per la galleria Comelico. Attraversata la galleria Comelico (4000 metri), la strada statale percorre un tracciato costruito nella valle del Piave, dove incrocia anche la vecchia variante ed entra in Comelico. Percorso questo tracciato la strada entra nel centro abitato di Santo Stefano di Cadore, dove si incrocia nuovamente con la strada statale 355 di Val Degano.

### Da Santo Stefano di Cadore a San Candido

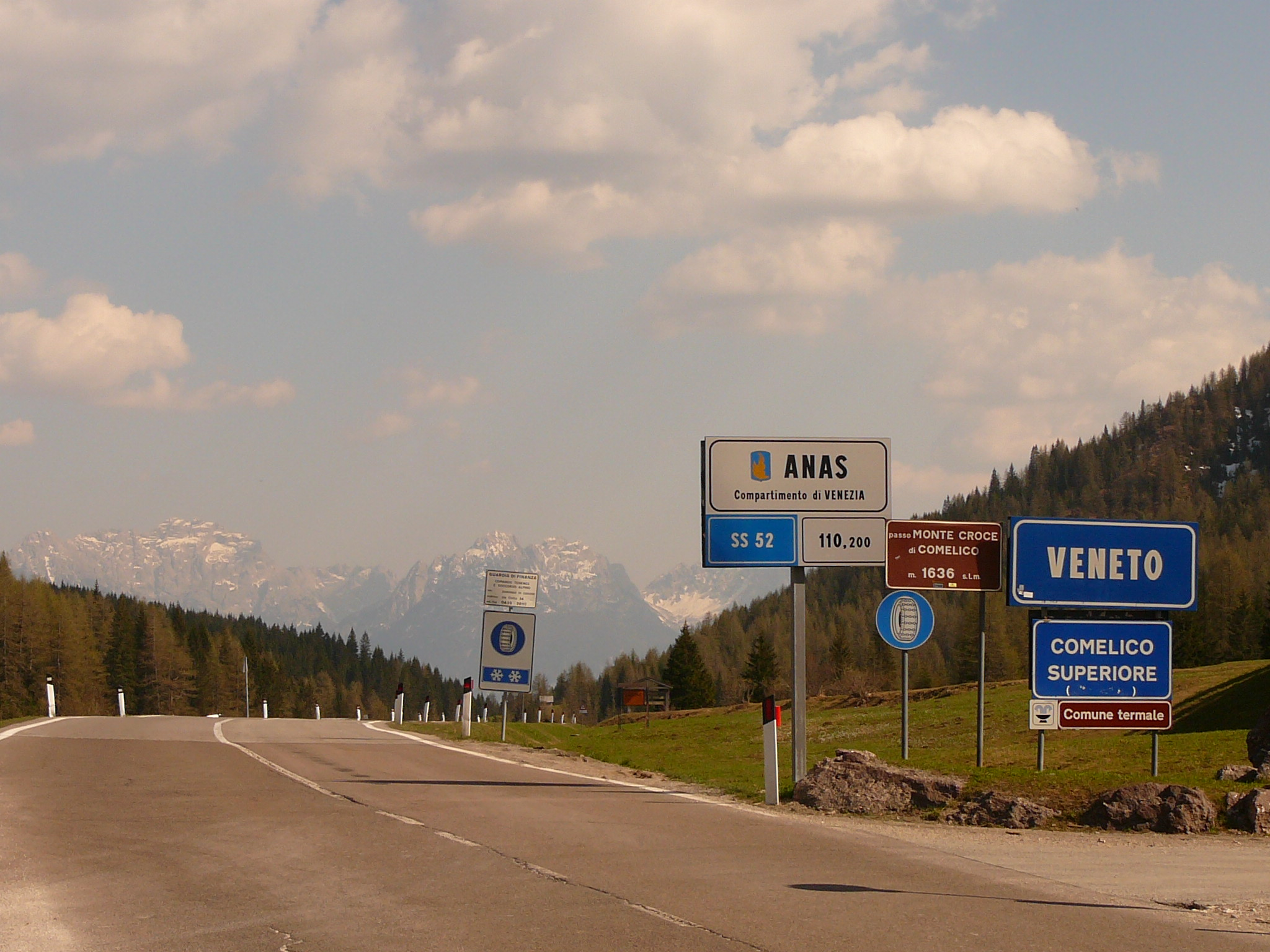
Il passo di Monte Croce di Comelico

Da Santo Stefano di Cadore percorre parallela il torrente Padola e punta verso nord. La strada statale raggiunge il comune di San Nicolò di Comelico e attraversa le frazioni di Campitello e Lacuna.
Dopo Lacuna attraversa il ponte Mina, costruito sul torrente Padola ed entra in comune di Comelico Superiore, nella borgata di Sega Digon. Attraversata Sega Digon, supera un tornante ed entra a Candide, sede comunale del comune di Comelico Superiore. Superata Candide entra a Dosoledo, dove incrocia la strada statale 532 del Passo di Sant'Antonio per Padola.
Da Dosoledo, la strada sale verso il passo di Monte Croce di Comelico. Scesa dal passo la strada entra in val Pusteria, in Alto Adige. La strada entra in comune di Sesto, toccando prima Moso e poi il capoluogo. Superata Sesto inizia il tratto conclusivo della strada che termina a San Candido, innestandosi nella strada statale 49 della Pusteria.

### Tabella percorso
| Strada statale 52 Carnica |                                                    |       |       |           |
| Tipo                      | Indicazione                                        | ↓km↓  | ↑km↑  | Provincia |
|                           | SS 13 Pontebbana                                   | 0,0   | 124,4 | UD        |
|                           | Amaro SP 125 Tre Croci                             | 4,7   | 119,7 | UD        |
|                           | Casello di Tolmezzo-Carnia                         | 5,4   | 119,0 | UD        |
|                           | Cavazzo Carnico - SR 512 del Lago di Cavazzo       | 6,8   | 117,6 | UD        |
|                           | Zona industriale Tolmezzo                          | 9,6   | 114,8 | UD        |
|                           | Tolmezzo - SS 52 bis Carnica                       | 12,1  | 112,3 | UD        |
|                           | SP 125 Tre Croci                                   | 13,6  | 110,8 | UD        |
|                           | SP 72 di Invillino                                 | 18,2  | 106,2 | UD        |
|                           | Villa Santina - SS 355 Val Degano - SP 44 di Lauco | 19,6  | 104,8 | UD        |
|                           | SP 35 di Esemon                                    | 21,5  | 102,9 | UD        |
|                           | SP 12 di Preone                                    | 25,3  | 99,1  | UD        |
|                           | Socchieve - SS 552 del Monte Rest                  | 29,0  | 95,4  | UD        |
|                           | Ampezzo - SP 73 del Lumiei                         | 33,0  | 91,4  | UD        |
|                           | Galleria S. Lorenzo - Passo della Morte (2.213 mt) | /     | /     | UD        |
|                           | Forni di Sotto                                     | 45,9  | 78,5  | UD        |
|                           | Forni di Sopra                                     | 54,0  | 70,4  | UD        |
|                           | Passo Mauria                                       | 64,2  | 60,2  | BL        |
|                           | Lorenzago di Cadore                                | 72,0  | 52,4  | BL        |
|                           | SP 9 di Vigo di Cadore - Pelos di Cadore           | 75,3  | 49,1  | BL        |
|                           | Lozzo di Cadore - SS 51 Bis di Alemagna            | 76,4  | 48,0  | BL        |
|                           | SS 619 di Vigo di Cadore                           | 77,3  | 47,1  | BL        |
|                           | Auronzo di Cadore - SR 48 delle Dolomiti           | 80,6  | 43,8  | BL        |
|                           | Galleria Comelico (4.000 mt)                       | /     | /     | BL        |
|                           | Santo Stefano di Cadore - SS 355 Val Degano        | 88,7  | 35,7  | BL        |
|                           | SP 6 di Danta                                      | 91,3  | 33,1  | BL        |
|                           | Padola - SP 532 Passo di S. Antonio                | 100,3 | 24,1  | BL        |
|                           | Passo di Monte Croce Comelico/Kreuzbergpass        | 110,2 | 14,2  | BL/BZ     |
|                           | Sesto/Sexten                                       | 119,5 | 4,9   | BZ        |
|                           | S. Candido/Innichen - SS 49 della Pusteria         | 124,4 | 0,0   | BZ        |

## Lavori e progetti
Per quanto riguarda il tratto veneto, nel 2011 l'ANAS ha inserito nel suo progetto triennale la costruzione di una variante costituita da una galleria per evitare l'attraversamento di due ponti costruiti sul fiume Piave (si trovano nel tratto tra la galleria Comelico e Santo Stefano di Cadore), che erano stati oggetto di un recente consolidamento, in quanto costruiti in periodo di guerra.

## Diramazioni
| Numerazione | Nome    | Inizio   | Fine                           |
| ----------- | ------- | -------- | ------------------------------ |
| SS 52 bis   | Carnica | Tolmezzo | Confine di stato con l'Austria |

### Strada statale 52 bis Carnica
La strada statale 52 bis Carnica (SS 52 bis) è una strada statale italiana di confine di stato. Si dirama dalla strada statale 52 Carnica a Tolmezzo, punta verso nord correndo parallela al torrente But e tocca le frazioni di Imponzo e Cadunea.
A Cedarchis entra in comune di Arta Terme e tocca anche il suo capoluogo. Superatolo entra brevemente in comune di Sutrio e poi in comune di Paluzza, dove incrocia la strada statale 465 della Forcella Lavardet e di Valle San Canciano.
Intanto la strada tocca diverse frazioni del comune di Paluzza e poco dopo la frazione di Timau inizia la salita per il passo di Monte Croce Carnico, dove entra in Austria innestandosi nella Bundesstraße 110 (Plockenpass-Bundesstraße). È una delle arterie friulane ancora di proprietà dell'ANAS.
Il 1º dicembre 2023 una grossa frana si è staccata dalla parte superiore della valle del But, danneggiando gravemente la strada a monte di Timau e comportandone la sua chiusura fino ad inizio 2025.

### Tabella percorso
| Strada statale 52 bis Carnica |                                              |      |      |           |
| Tipo                          | Indicazione                                  | ↓km↓ | ↑km↑ | Provincia |
|                               | SS 52 Carnica                                | 0,0  | 32,8 | UD        |
|                               | Zona industriale Tolmezzo Nord               | 1,6  | 31,2 | UD        |
|                               | Cedarchis - SP 23 della Val d'Incarojo       | 6,5  | 26,3 | UD        |
|                               | Zuglio - SP 21 delle Tre Croci               | 7,3  | 25,5 | UD        |
|                               | Arta Terme                                   | 8,4  | 24,4 | UD        |
|                               | SP 111 di Alzeri                             | 13,4 | 19,4 | UD        |
|                               | Sutrio - SP 465 della Forcella Lavardet      | 13,9 | 18,9 | UD        |
|                               | Paluzza - SP 24 della Val Pontaiba           | 15,3 | 17,5 | UD        |
|                               | Timau                                        | 22,6 | 10,2 | UD        |
|                               | Passo Monte Croce Carnico - Bundestrasse 110 | 32,8 | 0,0  | UD        |